# Solange Alexandre
Solange Alexandre, née Dubuisson le 9 septembre 1922 à Mamers, est une institutrice, résistante française. Elle est une des fondatrices et la cheffe du maquis « Pas-de-bœuf », à Ruillé-sur-Loir, qui participe à la libération de la Touraine.

## Biographie
Solange Alexandre est la fille du gendarme Albert Dubuisson en poste à l’école de gendarmerie de Mamers. Il quitte la gendarmerie au bout de quinze ans et devient employé à la préfecture de la Sarthe. Les parents de Solange ont souffert pendant la Première Guerre mondiale. Son père y a été blessé et sa mère y a perdu son premier mari. Solange est élevée dans une famille ayant une grande ferveur patriotique,,. 
Lorsque la Seconde Guerre mondiale éclate, elle est étudiante à l'école normale du Mans,.

### Dans la résistance
En 1941, elle rencontre le lieutenant Saïd Belhaffaf, retraité de l'armée française d'origine tunisienne, ami de son père et résistant de la première heure. Grâce à lui, elle s'engage dans la Résistance au sein de l'organisation civile et militaire (OCM) comme agent de liaison dans le Maine, en Bretagne et en Normandie. Elle prend le nom de « Corlay ». Rapidement, elle profite de ses déplacements et de sa connaissance de la région pour faire du renseignement.
En 1943, elle rencontre son futur mari, Guy Deliot qui, pour échapper au Service du travail (STO), s’engage dans la gendarmerie où il est affecté à la brigade du Mans. Refusant d'arrêter, avec la Gestapo, un couple de juifs, il déserte avec un de ses camarades et rejoint la Résistance,.
En 5 avril 1944, avec ses amis Michel et Jean Gadois ainsi qu’avec Guy Deliot, Solange Alexandre crée un maquis au lieu-dit étang du Pas-de-bœuf près de Ruillé-sur-Loir. Il est principalement composé de réfractaires au Service du travail (STO), mais aussi de rescapés du maquis de Mortagne décimé par la Gestapo. Solange Alexandre est à la tête d'une trentaine d'hommes,.
Le maquis du « Pas-de-bœuf » combat les Allemands, organise des sabotages, abrite des aviateurs alliés et participe à la libération de Tours et de sa région avec le bataillon IV/4 du 65e régiment d'infanterie reconstitué,.
Le 8 août 1944, le maquis rentre d'une opération de sabotage contre un train de munitions, sur la ligne « Tours - Le Mans ». Ils apprennent qu'un groupe d'Allemands stationne dans une ferme au lieu-dit la Durtière, à Ruillé-sur-Loir. Comptant sur l’effet de surprise et sous-estimant le nombre d'ennemis, le groupe d'une quinzaine de maquisards les attaque. Ces derniers n'ont pas remarqué une sentinelle postée aux alentours, qui les attaque à revers. Ils doivent se replier. Lors de cette retraite Michel Gadois est blessé, il est achevé d'une balle dans la tête par les Allemands,,.
À la fin des opérations de libération de la région, elle est nommée cheffe départementale du service social des Forces françaises de l'intérieure (FFI), et accueille des déportés et des prisonniers libérés,.
Solange Alexandre termine la guerre avec le grade de lieutenant des FFI.
En 7 avril 1945, au Mans, elle épouse son ami le gendarme Guy Deliot, avec qui elle aura trois enfants (Jean-Pierre, Marie-France, Françoise),,.  

### Après-guerre
En 1951, elle suit son époux muté en Nouvelle-Calédonie. Comme aucun poste d'enseignant n'est disponible, elle devient Secrétaire générale de la Chambre d'Agriculture de Nouméa. 
Au gré des affectations, le couple déménage 17 fois. 
En 1960, son mari meurt en service commandé à la Martinique lors de manifestations violentes. Solange Deliot rentre avec ses trois enfants au Mans, où elle reprend son métier d'institutrice jusqu'à son départ à la retraite en 1978,. 
En 1981, elle épouse Bernard Alexandre,. 
Solange Alexandre est membre active de l'Association pour le droit de mourir dans la dignité (ADMD),.

## Reconnaissance
Le 17 septembre 2022, la ville de Loir-en-Vallée (Ruillé-sur-Loir), qui l'a faite citoyenne d'honneur, rebaptise la place de la mairie « Solange Dubuisson Alexandre »,.

## Distinctions
À deux reprises, Solange Alexandre refuse la Légion d'honneur, car elle estime qu'elle n'a fait que son devoir,.
- Croix de guerre 1939–1945[2] ;
- Médaille de la Résistance française (décret du 15 octobre 1945)[2],[4],[5],[8] ;
- Croix du combattant volontaire de la guerre de 1939–1945[2],[4],[5] ;
- Croix du combattant volontaire de la Résistance[4],[5] ;
- Médaille commémorative de la guerre 1939–1945 agrafe libération[4],[5] ;